# Victor Marzouk
Victor Marzouk, également connu sous le nom de scène Victor Lemaure, né en 1970 en Tunisie, est un drag king franco-tunisien. Il compte parmi les premiers, avec Paul B. Preciado, à avoir animé des ateliers drag king en France, au début des années 2000.

## Biographie

### Enfance et adolescence
Né en Tunisie en 1970, Victor Marzouk vit en France jusqu'à ses 4 ans, puis en Tunisie jusqu'à ses 12 ans, âge auquel il revient en France avec sa mère.
S'identifiant alors comme lesbienne, il s'investit dès l'adolescence dans le militantisme LGBTIQ+ et la lutte contre le VIH/sida.

### Carrière
Au tournant des années 2000, il fait la connaissance de Paul B. Preciado à l'occasion d'une rencontre autour de son Manifeste contra-sexuel à Toulouse. Ensemble, ils animent entre juin 2002 et décembre 2005 de nombreux ateliers drag king en France, en Espagne ainsi qu'en Italie. C'est à cette époque également que les deux, qui entretiennent alors par ailleurs une relation amoureuse,, commencent à s'administrer un traitement hormonal de substitution à base de testostérone.
Tandis que Paul B. Preciado abandonne à partir de 2006 les ateliers drag king pour se consacrer davantage à la philosophie, Victor Marzouk continue à faire naitre de nouveaux drag kings au cours d'ateliers qu'il anime désormais seul, quoiqu'en conservant la structure développée avec son ancien partenaire. L'un de ces ateliers, à Paris, fait l'objet d'une captation filmique par la réalisatrice Valérie Mitteaux pour son documentaire télévisé Fille ou garçon, mon sexe n'est pas mon genre, diffusé pour la première fois en 2012. La réalisatrice Chriss Lag filme un autre de ces ateliers, à Toulouse cette fois-ci, afin de l'inclure dans son documentaire Parole de king !, sorti en 2016. 

## Influences
Les ateliers drag king tels qu'animés par Paul B. Preciado et Victor Marzouk, puis par ce dernier seulement, sont inspirés par la pratique de leurs « maitres » : Diane Torr et Del LaGrace Volcano — qu'ils invitent d'ailleurs à plusieurs reprises en Europe.

### Filmographie
- 2012 : Fille ou garçon, mon sexe n'est pas mon genre, de Valérie Mitteaux
- 2016 : Parole de king !, de Chriss Lag